# Xeroniscus nogalensis
Xeroniscus nogalensis is een pissebed uit de familie Eubelidae. De wetenschappelijke naam van de soort is voor het eerst geldig gepubliceerd in 1990 door Ferrara & Taiti.